# UNIIMOG
De United Nations Iran-Iraq Military Observer Group (UNIIMOG), of Militaire Waarnemersgroep van de VN in Iran en Irak in het Nederlands, was een vredesoperatie op de frontlijn tussen Iran en Irak. Het doel, vanaf augustus 1988, was controle uit te oefenen en de wapenstilstand en de terugtrekking van alle troepen naar de internationaal erkende grenzen, in afwachting van een alomvattende regeling, te begeleiden. De vredesoperatie werd beëindigd in februari 1991, nadat Iran en Irak zich volledig hadden teruggetrokken binnen de internationaal erkende grenzen. Nederlandse deelnemers kwamen in aanmerking voor de Herinneringsmedaille VN-Vredesoperaties. De Secretaris-Generaal van de Verenigde Naties stichtte een UNIIMOG Medaille voor de deelnemende militairen en politieagenten.